# Ciocalypta digitata
Ciocalypta digitata är en svampdjursart som först beskrevs av Arthur Dendy 1905.  Ciocalypta digitata ingår i släktet Ciocalypta och familjen Halichondriidae.
Artens utbredningsområde är Sri Lanka. Inga underarter finns listade i Catalogue of Life.